# Spišská Belá
Spišská Belá  (mađ. Szepesbéla, njem. Zipser Bela, polj. Biała Spiska) grad je u Prešovskom kraju u istočnoj Slovačkoj. Upravno pripada Okrugu Kežmarok. 

## Zemljopis
Grad se nalazi na nadmorskoj visini od 626 metara i obuhvaća površinu od 33,94 km². 	
Smijestio s na rijeci Poprad, u neposrednoj blizini Visokih Tatri, oko 25 km od Staré Ľubovne i Poprada.

## Povijest
Gradić se prvi put spominje u povijesnim zapisima iz 1263. godine. Grad je dobio gradska prava 1271. godine. Znanstvenik i izumitelj Jozef Maximilián Petzval je rođen u Spišskoj Beli 1807. godine. Crkva na središnjem trgu izgrađena je u 15. stoljeću. Kula pokraj crkve izgrađena je u spemen kada je grad ponovo dobio gradska prava 1271. godine.

## Stanovništvo
| Godina:     | 1993. | 2003.   | 2013.   | 2023.   |
| ----------- | ----- | ------- | ------- | ------- |
| Broj ljudi: | 5699  | 6118    | 6503    | 6659    |
| Razlika:    |       | +7,35 % | +6,29 % | +2,39 % |

| Godina:     | 2022. | 2023.   |
| ----------- | ----- | ------- |
| Broj ljudi: | 6668  | 6659    |
| Razlika:    |       | -0,13 % |

Po popisu stanovništva iz 2001. godine grad je imao 6.136 stanovnika.
- Slovaci 94,82 %
- Romi 3,18 %
- Česi 0,31 %
- Nijemci 0,26 %

Prema vjeroispovijesti najviše je rimokatolika 85,46 %, ateista 4,61 %, luterena 3,49 % i grkokatolika 1,22 %.

## Poznate osobe
- Jozef Maximilián Petzval – slovački fizičar i matematičar

## Vanjske poveznice
- Službena stranica grada

### Ostali projekti
|  | Zajednički poslužitelj ima još gradiva o temi Spišská Belá |